# North Northamptonshire
North Northamptonshire è un distretto del Northamptonshire in Inghilterra, nel Regno Unito. Il suo consiglio è un'autorità unitaria, in quanto distretto non metropolitano che svolge anche le funzioni di una contea non metropolitana. È stato creato nel 2021 e il consiglio amministrativo ha sede a Corby, la maggiore città del distretto. Tra le altre città vi sono Kettering, Wellingborough, Rushden, Raunds, Desborough, Rothwell, Irthlingborough, Thrapston e Oundle.
Il North Northamptonshire confina con la città di Peterborough, con Rutland, Milton Keynes, Huntingdonshire, con il borgo di Bedford, il distretto di Harborough, West Northamptonshire e South Kesteven.
Nel distretto si trovano una serie di laghi lungo il Nene Valley Conservation Park, una ferrovia storica, il villaggio di Fotheringhay con le tombe della Casa di York e una chiesa con archi rampanti. Vi sono anche interessanti castelli medievali di proprietà private nelle vicinanze di Corby, come Rockingham Castle.

## Centri abitati

Piramide della popolazione del North Northamptonshire

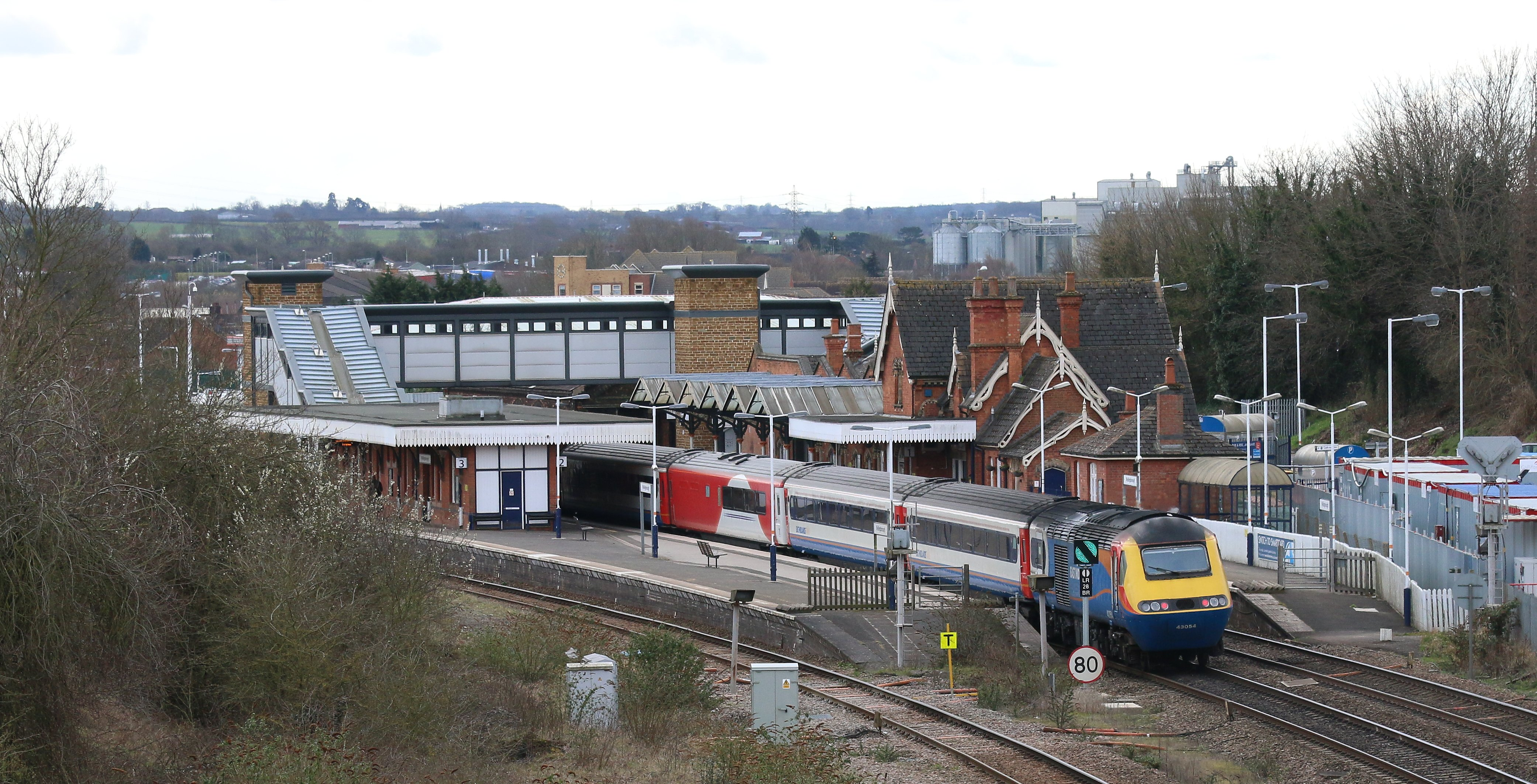
Wellingborough, il terzo centro abitato del North Northamptonshire

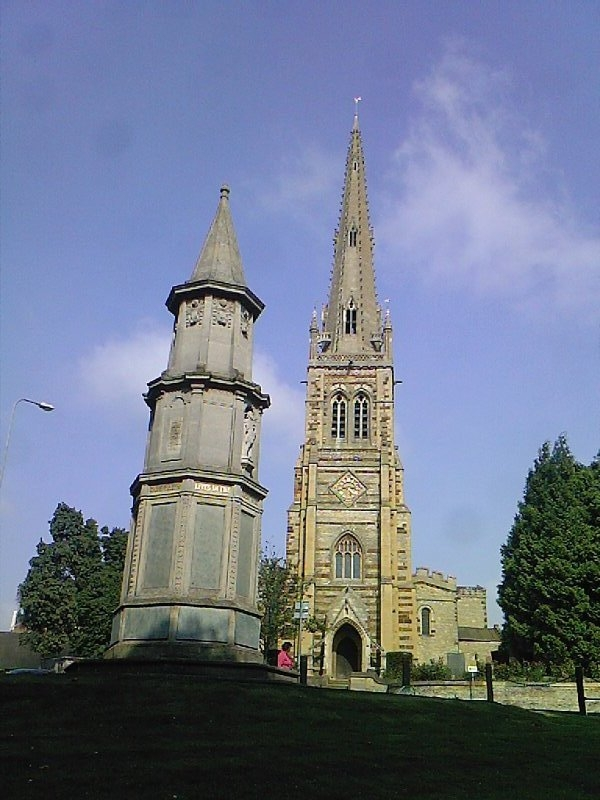
Rushden, il quarto insediamento del North Northamptonshire

- Achurch, Aldwincle, Apethorpe, Ashley, Ashton
- Barnwell, Barton Seagrave, Benefield, Blatherwycke, Bozeat, Brampton Ash, Braybrooke, Brigstock, Broughton, Bulwick, Burton Latimer
- Chelveston cum Caldecott, Clopton, Corby, Collyweston, Cotterstock, Cottingham, Cranford, Cransley
- Deene, Deenethorpe, Denford, Desborough, Dingley, Duddington-with-Fineshade
- Earls Barton, East Carlton, Easton Maudit, Easton on the Hill, Ecton
- Finedon, Fotheringhay
- Geddington, Glapthorn, Grafton Underwood, Great Addington, Great Doddington, Great Harrowden, Grendon, Gretton,
- Hardwick, Hargrave, Harrington, Harringworth, Hemington, Higham Ferrers
- Irchester, Irthlingborough, Islip, Isham
- Kettering, King's Cliffe
- Laxton, Lilford-cum-Wigsthorpe, Little Addington, Little Harrowden, Little Irchester, Loddington, Lowick, Luddington, Lutton
- Mawsley, Mears Ashby, Middleton
- Nassington, Newton and Little Oakley, Newton Bromswold
- Orlingbury, Orton, Oundle
- Pilton, Polebrook, Pytchley
- Raunds, Ringstead, Rockingham, Rothwell, Rushden, Rushton
- Shotley, Southwick, Stanion, Stanwick, Stoke Doyle, Stoke Albany, Strixton, Sudborough, Sutton Bassett, Sywell
- Tansor, Thorpe Malsor, Thorpe Waterville, Thrapston, Thurning, Titchmarsh, Twywell
- Wadenhoe, Wakerley, Warkton, Warmington, Weekley, Weldon, Wellingborough, Weston by Welland, Wilbarston, Wilby, Woodford, Woodnewton, Wollaston
- Yarwell